# René Pintard
René Pintard, né le 6 juin 1903 à Paris 8e et mort le 1er avril 2002 à Saint-Jeannet (Alpes-Maritimes), est un critique littéraire universitaire français.

## Biographie
René Pintard est le fils du critique lunellois Eugène Pintard, notamment spécialiste d'Henri de Bornier.
Élève au lycée Condorcet, puis à l’École normale supérieure, Pintard a enseigné au lycée de Sens, puis au lycée Henri IV, de 1930 à 1937. 
Il a obtenu son habilitation, en 1939, avec les thèses Le Libertinage érudit dans la première moitié du XVIIe siècle et La Mothe le Vayer, Gassendi, Guy Patin. Études de bibliographie et de critique suivies de textes inédits de Guy Patin.
Il a enseigné, de 1938 à 1946, à l’université de Poitiers et, de 1946 à 1973, le littérature française du XVIIIe siècle puis, à partir de 1956, du XVIIe siècle, en Sorbonne, où lui a succédé Jacques Truchet, à sa retraite.
Il était docteur honoris causa de l’université de Padoue.